# Löbauer Dialekt

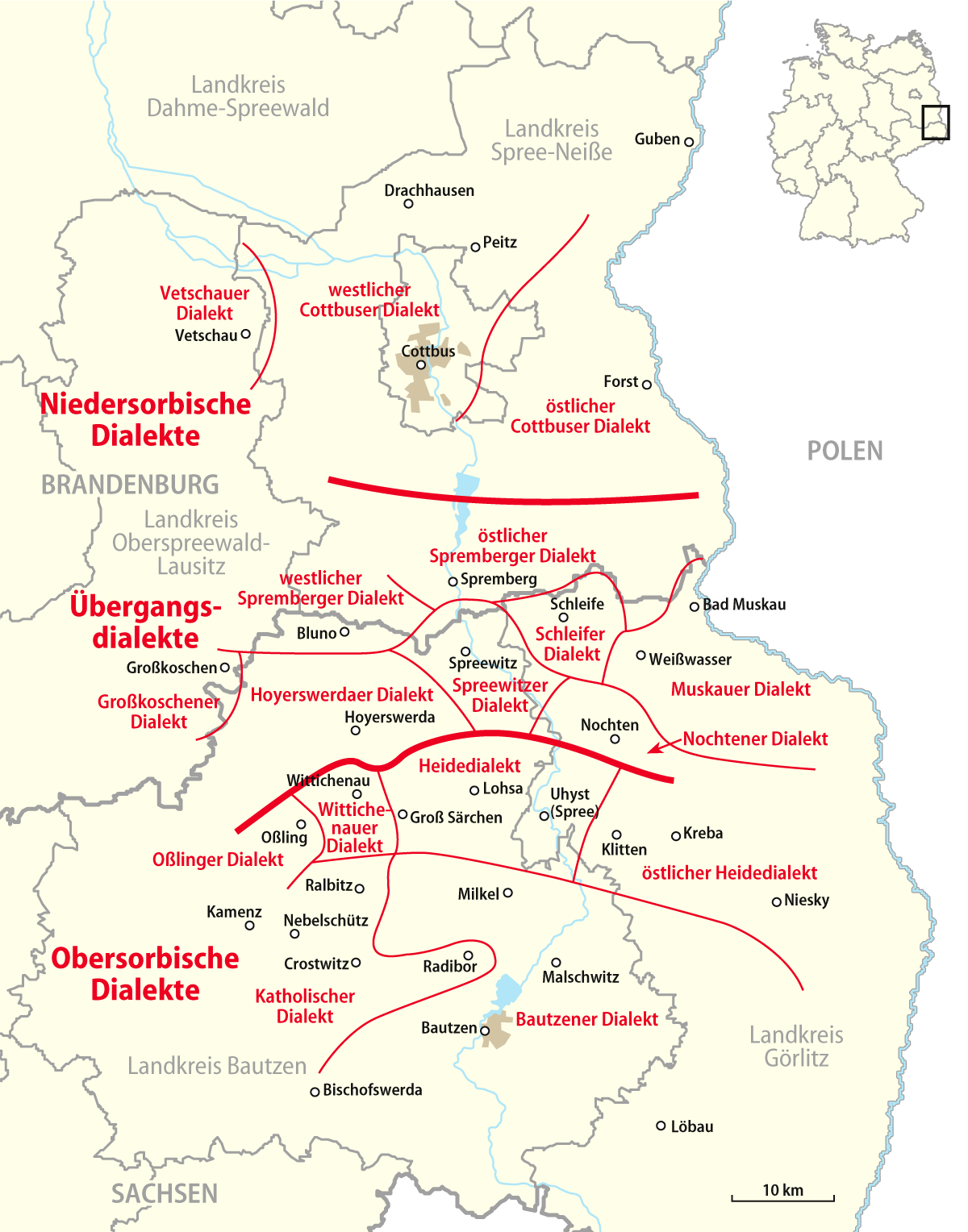
Diese Dialektkarte des Sorbischen basiert auf einer Arbeit von Hinc Šewc aus dem Jahre 1968. Der Löbauer Dialekt ist hier bereits nicht mehr aufgeführt, weil er schon damals als ausgestorben angesehen wurde.

Der Löbauer Dialekt (obersorbisch Lubijska narěč) ist ein mittlerweile ausgestorbener südöstlicher Dialekt des Obersorbischen, der bis zur Mitte des 20. Jahrhunderts in den sorbischen Dörfern rund um die Stadt Löbau in der Oberlausitz gesprochen wurde. Er zeichnete sich insbesondere durch eine Anzahl von phonetischen Archaismen aus, die ihn näher am Altslawischen stehen ließen als die weiter westlich gesprochenen sorbischen Dialekte. Es ist davon auszugehen, dass die letzten Sprecher des Löbauer Dialekts in den 1960er oder 1970er Jahren gestorben sind.

## Lage
Noch gegen Ende des 19. Jahrhunderts waren einige Dörfer westlich und nordwestlich von Löbau mehrheitlich sorbischsprachig – z. B. Großdehsa, Oelsa und Breitendorf – während die Löbauer Stadtbevölkerung schon seit jeher mehrheitlich deutschsprachig war. In den Orten weiter östlich, wie Kittlitz, Glossen oder Bellwitz, war das Sorbische damals bereits in einer Minderheitenposition, wurde aber noch gesprochen, vorwiegend von älteren Einwohnern. Die sorbischen Einwohner dieser Region verfügten in aller Regel über keinerlei Ausbildung in ihrer Muttersprache und sprachen demzufolge nur den örtlichen Dialekt, der sich von den Dialekten um Bautzen, auf denen die Standardsprache basierte, in einigen Punkten unterschied.

## Unterschiede zur sorbischen Standardsprache

### Suffix -i
Jan Arnošt Smoler beschrieb im Anhang seines gemeinsam mit Joachim Leopold Haupt herausgegebenen Werkes Volkslieder der Wenden in Ober- und Niederlausitz einige markante Unterschiede. So wurde die Adverbialendung nicht wie in der Standardsprache üblich mit dem Suffix -je realisiert, sondern mit -i (z. B. stajni statt stajnje – „immer, ständig“). Die Endung auf -i trat jedoch auch bei verschiedenen Substantiven auf (z. B. dawani statt dawanje – „das Geben“; mysli statt mysle – „die Gedanken“).

### Präfix wu-
Das standardsprachliche Präfix wu- („aus-“ bzw. „heraus-“) wurde im Löbauer Dialekt für gewöhnlich als wy- realisiert (z. B. wydać statt wudać – „herausgeben“; wymjo statt wumjo – „das Euter“). Smoler weist darauf hin, dass die Realisierung als wy- „ursprünglicher“ sei als das in der Standardsprache angewandte wu-. Später wurden auch in der Standardsprache einige Wörter wieder der etymologischen Schreibweise angepasst, die im Löbauer Dialekt schon immer gebraucht wurde (z. B. wusoki → wysoki – „hoch“).

### Aussprache von ć
Im Unterschied etwa zum Serbokroatischen gibt es in der modernen obersorbischen Sprache keinen Ausspracheunterschied mehr zwischen č und ć. Letzterer Laut entwickelte sich aus dem altslawischen „-ть“ (in etwa -tj) und taucht vor allem als Verbendung im Infinitiv auf. Im Russischen wird diese altslawische Form der Verbendung bis heute meist als „-ть“ weiterverwendet; in anderen slawischen Sprachen weicht sie davon ab. Während die reguläre Infinitivendung im modernen Obersorbischen wie auch im benachbarten Polnischen auf -ć lautet, hatte sich im Löbauer Dialekt die Aussprache von ć als tj oder cj erhalten, also der aus dem Altslawischen herrührende Ausspracheunterschied zwischen č und ć (z. B. pytacj statt pytać – „suchen“; z miłostje statt z miłosće – „aus Gnade“).

### Dativendung bei Maskulina
Die in der obersorbischen Standardsprache und den meisten Dialekten übliche Dativendung -ej bei belebten Maskulina im Singular wurde im Löbauer Dialekt häufig als -owi realisiert, so wie es im Tschechischen bis heute gemacht wird (z. B. synowi statt synej – „dem Sohn“; kralowi statt kralej – „dem König“).